# 福莫萨 (阿根廷)
26°11′S 58°11′W / 26.183°S 58.183°W

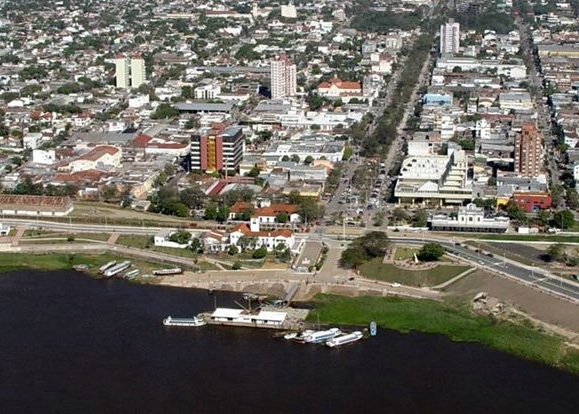
福爾摩沙

福莫萨（西班牙語：Formosa）位于阿根廷东北部巴拉圭河畔，是福莫萨省的首府，人口209,787（2001年）。